# Collins Barracks

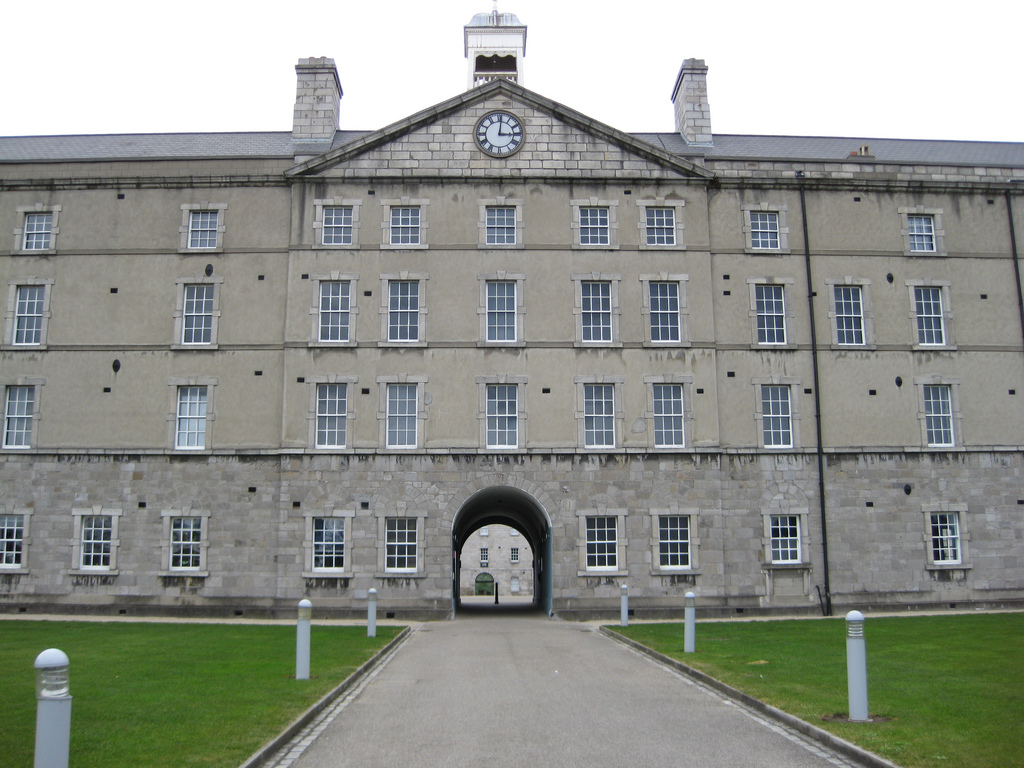
Haupthof der Collins Barracks

Die Collins Barracks  (Irisch: Dún Uí Choileáin) sind ehemalige Militärkasernen in Arbor Hill in Dublin, Irland. Die Gebäude beherbergen heute das National Museum of Ireland mit ihren Ausstellungen Dekorative Kunst und Geschichte.

## Geschichte als Kaserne
Abgesehen vom Royal Hospital Kilmainham ist die Kaserne das älteste öffentliche Gebäude in Dublin und wurde ab 1701 vom damaligen Surveyor General of Ireland unter Queen Anne, Thomas de Burgh (1670–1730), erbaut. Im 19. Jahrhundert waren in der Kaserne bis zu 1.500 Soldaten verschiedener Fußregimenter (und bis zu zwei berittene Einheiten) stationiert. Während des Osteraufstands von 1916 wurden das 10. Bataillon der Royal Dublin Fusiliers und andere Truppen von den Royal Barracks aus eingesetzt, um die aufständische Irish Citizen Army und die Irish Volunteers zu bekämpfen, die in der Nähe starke Stellungen besetzt hielten. Nach dem Anglo-Irischen Vertrag (der das Ende des irischen Unabhängigkeitskrieges markierte) wurde der Komplex im Dezember 1922 an die Truppen des irischen Freistaats übergeben. Die bisherigen Royal Barracks erhielten den Namen Collins Barracks nach Michael Collins, dem ersten Oberbefehlshaber des Freistaats, der in jenem Jahr getötet worden war. Die Kaserne beherbergte bis 1997 Einheiten des Ostkommandos der Irish Defence Forces.

## National Museum – „Decorative Arts & History“

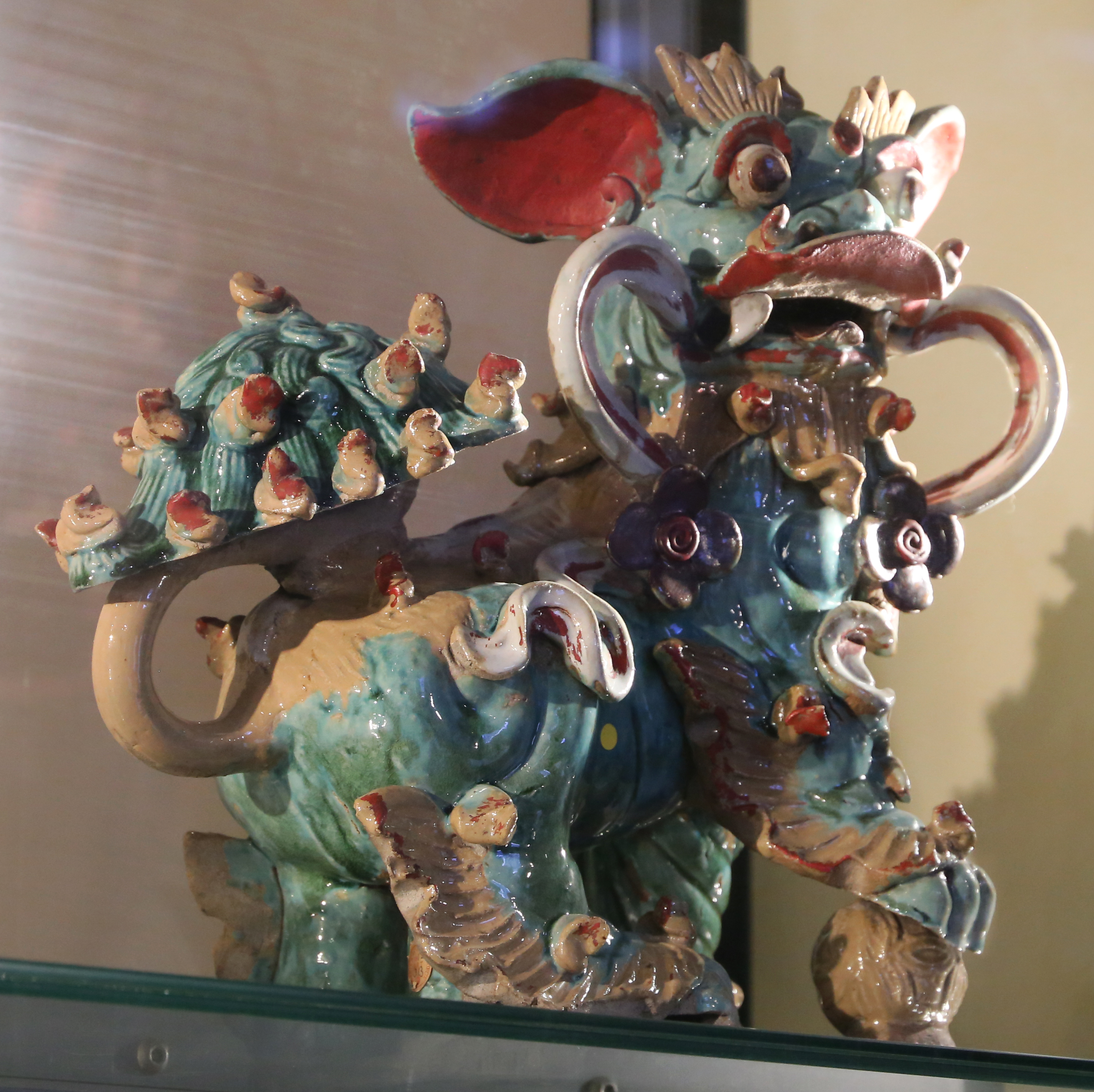
Teil der China-Sammlung

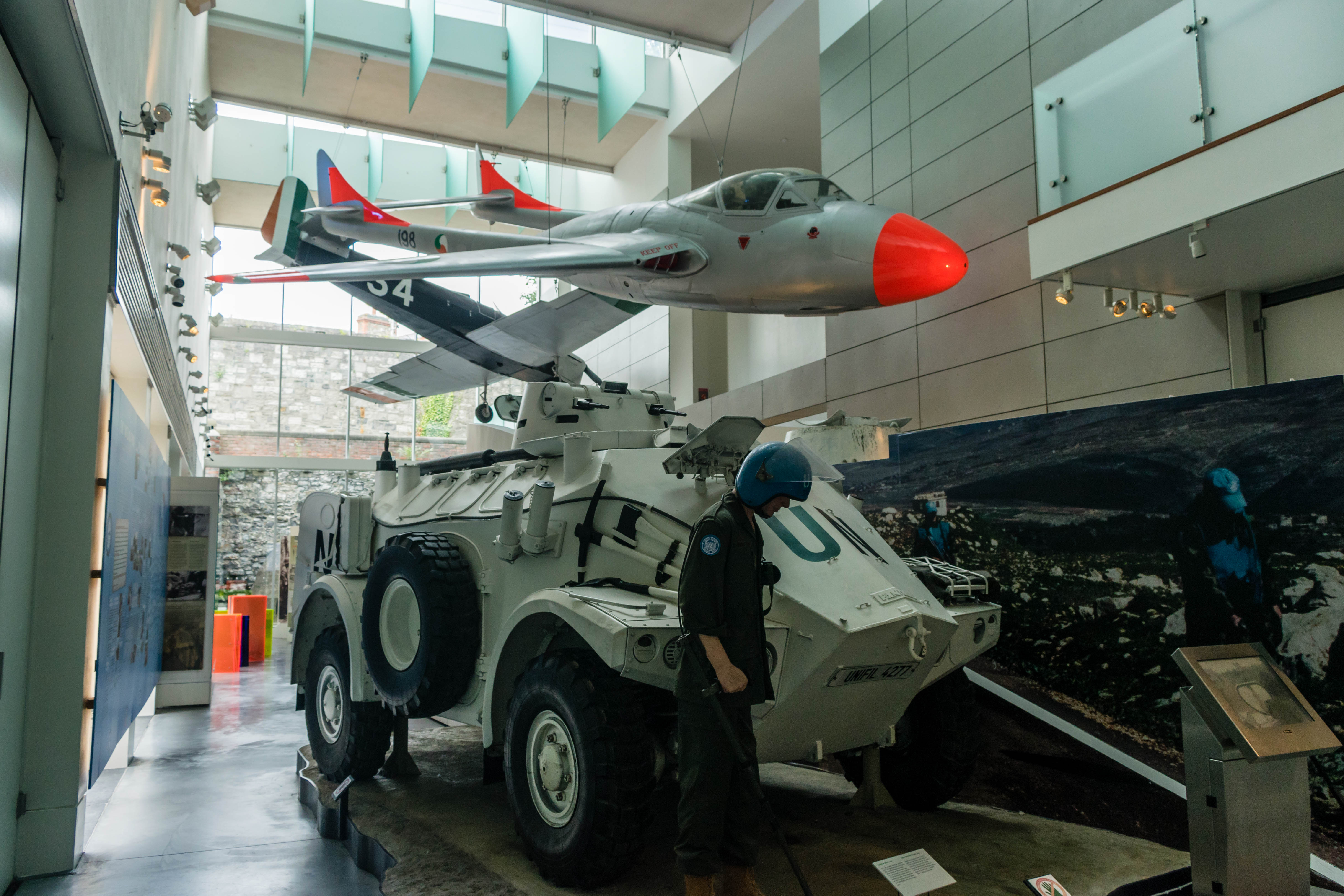
Militärische Sammlung

Dieser Bereich des Nationalmuseums wurde 1997 eröffnet und zeigt Möbel, Geschirr, Keramik und Glaswaren, auch Beispiele der Volkskunst, Geld und Waffen sowie weitere militärische Gegenstände von 1550 bis zur Gegenwart.
Sonderausstellungen werden ebenfalls regelmäßig durchgeführt, so waren im Sommer 2007 irische Hochkreuze zu sehen. 2022 ist das Thema einer Sonderausstellung beispielsweise Imaging Conflict; photographs from revolutionary era Ireland 1913–1923.
In den Kasernengebäuden ist auch die Hauptverwaltung des Nationalmuseums untergebracht.